# Amphioctopus exannulatus
Amphioctopus exannulatus is een inktvissensoort uit de familie van de Octopodidae. De wetenschappelijke naam van de soort werd  voor het eerst geldig gepubliceerd in 1992 door Norman als Octopus exannulatus.